# Charles Davey
Charles (Charlie) Frederick Davey (Croydon, Londres, 27 d'agost de 1886 – Beckenham, Londres, 7 d'octubre de 1964) va ser un ciclista anglès que va córrer durant el primer quart del segle xx. El 1912 va disputar la contrarellotge individual dels Jocs Olímpics de Londres, en què va finalitzar en 39a posició. Un cop finalitzada la Primera Guerra Mundial va guanyar dues medalles de bronze en les dues primeres edicions del Campionat del món en ruta amateur.